# 海員醫院
海員醫院（英語：Seamen's Hospital）於1843年，由不列颠东印度公司外科醫師彼得·楊博士在第一次鸦片战争期間建立。

## 歷史
醫院由英國皇家海軍屬下、位於英屬香港灣仔的怡和洋行提供財政支援。設施於1873年，因財政困難而關閉。
後來建立的皇家海軍醫院取代了海員醫院。原址於1940年代末期改為律敦治醫院。